# Scomber japonicus
Scomber japonicus Linnaeus, 1758 é uma espécie de peixes perciformes da família Scombridae, conhecida comercialmente por cavala ou cavala-comum.

## Descrição
A espécie apresenta uma morfologia corporal fusiforme, com coloração dorsal azul verdoso, marcada por bandas sinuosas escuras mais ou menos nítidas. Apresenta os flancos e o ventre amarelo prateado, jaspeado de cinzento e a parte superior da cabeça traslúcida. Dada a grande semelhança morfológica, a espécie é frequentemente confundida com a cavala (Scomber scombrus), ainda que esta seja mais listada e S. japonicus mais moteada. Pode alcançar os 50 cm de comprimento.
A espécie é um peixe gregário que realiza largas migrações. Forma grandes cardumes, sobretudo nas águas da zona costeira. Em geral ocorre próximo da superfície, ainda que em caso de perigo possa submergir rapidamente até mais 300 metros de profundidade.
A espécie é objecto de pescaria comercial, sendo capturada com redes, anzol e corrico de superfície. Na pesca com anzol é usado como isco anchovas, sardinhas e pequenos peixes.